# 11 mars 1984
Le dimanche 11 mars 1984 est le 71e jour de l'année 1984.

## Naissances
- Alex Gregory, rameur britannique
- Anna Tsuchiya, chanteuse de J-rock, actrice, réalisatrice, mannequin japonaise
- Coraline Hugue, fondeuse française
- Frank Mata, joueur vénézuélien de baseball
- Justin Spring, gymnaste artistique américain
- Lady B, chanteuse camerounaise
- Lauren Wenger, joueuse américaine de water-polo
- Mandy Hering, joueur de football allemand
- Marc-André Grondin, acteur canadien
- Rob Brown, acteur américain
- Tom James, rameur gallois

## Décès
- Raymond Mastrotto (né le 1er novembre 1934), coureur cycliste français
- Sōen Nakagawa (né le 19 mars 1907), moine bouddhiste japonais
- Ward Miller (né le 29 novembre 1902), politicien américain

## Événements
- Bagdad dément que les forces irakiennes aient utilisé des armes chimiques contre les Iraniens
- Début de la série télévisée La Mafia
- Sortie du film d'animation Nausicaä de la vallée du vent
- Serge Gainsbourg brule un billet de 500 francs Pascal pendant l’émission 7/7 en direct à la télévision[1].